# ペドロ・セベリーノ
ペドロ・セベリーノ・デレオン（Pedro Severino De León, 1993年7月20日 - ）は、ドミニカ共和国モンセニョール・ノウエル州ボナオ出身のプロ野球選手（捕手）。右投右打。リーガ・メヒカーナ・デ・ベイスボル（メキシカンリーグ）のモンテレイ・サルタンズ所属。

## 経歴

### プロ入りとナショナルズ時代

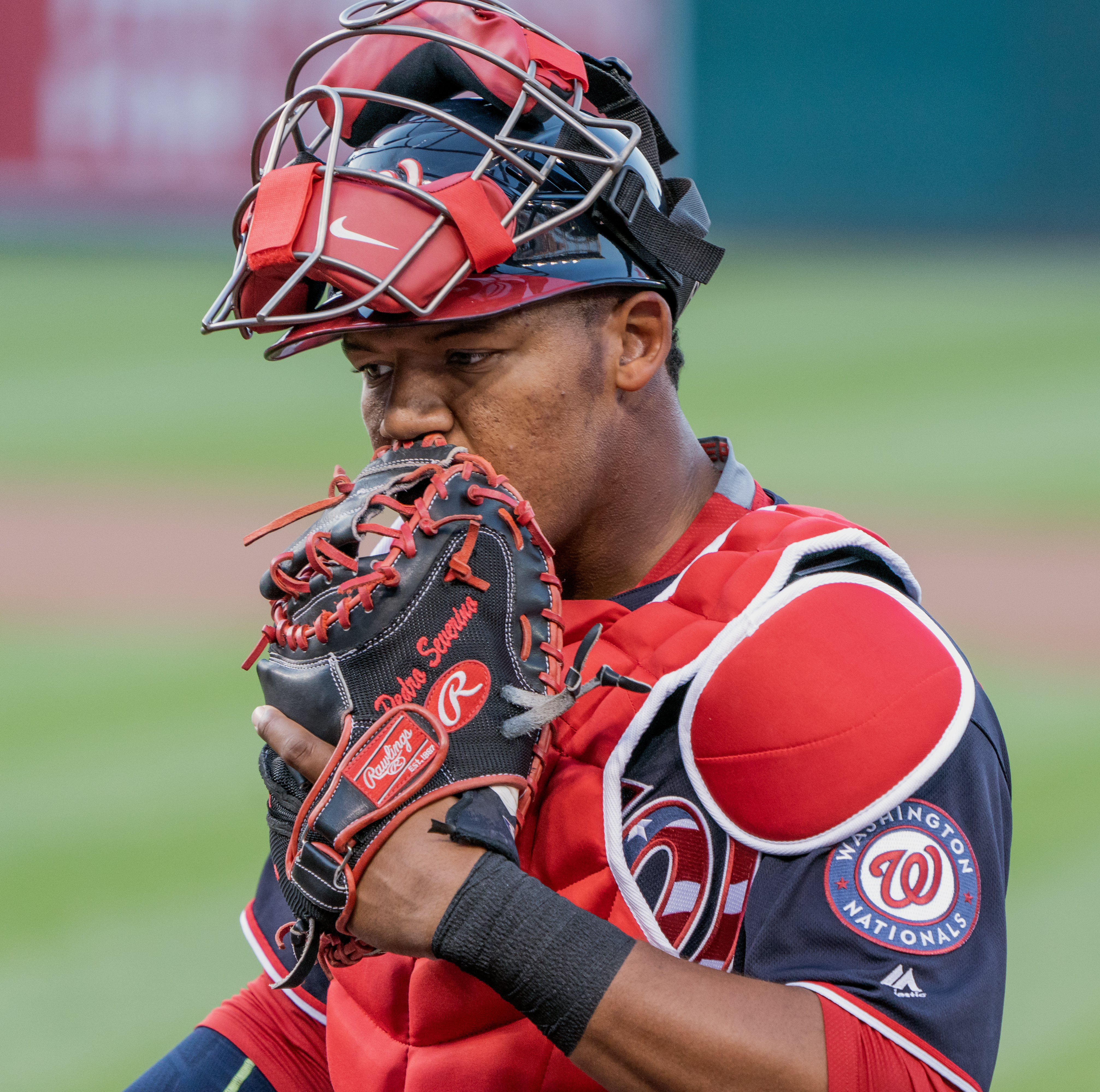
ワシントン・ナショナルズ時代
（2018年4月14日）

2010年12月13日にワシントン・ナショナルズと契約してプロ入り。
2011年、傘下のルーキー級ガルフ・コーストリーグ・ナショナルズでプロデビュー。32試合に出場して打率.183、2本塁打、9打点を記録した。
2012年もルーキー級ガルフ・コーストリーグ・ナショナルズでプレーし、38試合の出場に出場して打率.220、8打点を記録した。
2013年はA級ヘイガーズタウン・サンズでプレーし、84試合に出場して打率.241、1本塁打、45打点、1盗塁を記録した。
2014年はA+級ポトマック・ナショナルズでプレーし、94試合に出場して打率.247、9本塁打、36打点、2盗塁を記録した。オフには教育リーグのアリゾナ・フォールリーグに参加し、メサ・ソーラーソックスに加入。12試合の出場で打率.250だった。
2015年はAA級ハリスバーグ・セネターズで91試合に出場。打率.246、5本塁打、34打点、1盗塁の成績で、イースタンリーグのオールスターゲームにも選出された。登録枠が拡大した9月1日にナショナルズとメジャー契約を結び、9月20日のマイアミ・マーリンズ戦でメジャーデビュー。8回裏に代打として出場すると、ホセ・ウレーニャからメジャー初安打となる左翼への二塁打を放った。10月4日のニューヨーク・メッツ戦では初の先発起用となったが、3打数無安打1三振に終わった。結局この年はこの2試合のみの出場となり、打率.250だった。オフにはドミニカのウィンターリーグであるリーガ・デ・ベイスボル・プロフェシオナル・デ・ラ・レプブリカ・ドミニカーナ（LIDOM）のアギラス・シバエーニャスに所属し、23試合に出場した。
2016年3月18日にAAA級シラキュース・チーフスへ異動し、そのまま開幕を迎えた。AAA級シラキュースで13試合に出場後、4月26日に正捕手のウィルソン・ラモスが忌引リスト入りしたため、メジャーへ昇格。1試合に出場後、5月1日にラモスが復帰したため、再びAAA級シラキュースへ降格した。この年は16試合に出場しただけだったが、打率.321、2本塁打、4打点、OPS1.048という好成績を残し、パワフルな打撃を見せた。守備面では、15試合で1失策・守備率.989・DRS0という成績のほか、7回走られて3回刺し、盗塁阻止率43%という高率も記録した。なお、マイナーのAAA級シラキュースでは82試合に出場し、打率.271、2本塁打、21打点、3盗塁、OPS0.653という打撃成績及び3失策、守備率.995、盗塁阻止率22%（81試合の守備機会）という守備成績をマークした。

### オリオールズ時代
2019年3月24日にウェイバー公示を経てボルチモア・オリオールズへ移籍した。この年からはシーズンを通じてメジャーに所属し、96試合に出場。打率.249、13本塁打、44打点を記録した。
2020年は新型コロナウイルスの感染拡大の影響で60試合の短縮シーズンとなったが、うち48試合に出場した。
2021年は113試合に出場して、打率.248、11本塁打、46打点を記録したが、オフの11月3日にマイナー契約となり、同日中に自由契約となった。

### ブルワーズ時代
2021年11月30日にミルウォーキー・ブルワーズと190万ドルの単年契約を結んだ。
2022年4月5日に禁止薬物であるPEDの使用が発覚し、80試合の出場停止処分を受けた。シーズンでは、処分明けの7月3日にメジャーに昇格するも、結果を残すことができず、1ヶ月後の8月3日にDFAとなり、5日にウェイバーとなり、レギュラーシーズン終了後の10月6日にFAとなった。ドミニカのウィンターリーグ（LIDOM）のレオネス・デル・エスコヒードでプレーした。

### パドレス傘下時代
2022年12月15日にサンディエゴ・パドレスとマイナー契約を結んだ。
2023年はAAA級エルパソ・チワワズで開幕を迎え、18試合に出場して打率.286、3本塁打、8打点という成績を残していたが、5月17日に球団に対して自らリリースを要請し、それが認められたため退団した。

### マリナーズ傘下時代
2023年5月23日にシアトル・マリナーズとマイナー契約を結んだ。AAA級タコマ・レイニアーズで46試合に出場し、打率.230、7本塁打、28打点という成績だった。オフの11月6日にFAとなった。

### メキシカンリーグ時代
2025年2月17日にリーガ・メヒカーナ・デ・ベイスボル（メキシカンリーグ）のモンテレイ・サルタンズと契約を結んだ。

## 詳細情報

### 年度別打撃成績
| 年 度    | 球 団    | 試 合 | 打 席 | 打 数 | 得 点 | 安 打 | 二 塁 打 | 三 塁 打 | 本 塁 打 | 塁 打 | 打 点 | 盗 塁 | 盗 塁 死 | 犠 打 | 犠 飛 | 四 球 | 敬 遠 | 死 球 | 三 振 | 併 殺 打 | 打 率 | 出 塁 率 | 長 打 率 | O P S |
| -------- | -------- | ----- | ----- | ----- | ----- | ----- | -------- | -------- | -------- | ----- | ----- | ----- | -------- | ----- | ----- | ----- | ----- | ----- | ----- | -------- | ----- | -------- | -------- | ----- |
| 2015     | WSH      | 2     | 4     | 4     | 1     | 1     | 1        | 0        | 0        | 2     | 0     | 0     | 0        | 0     | 0     | 0     | 0     | 0     | 1     | 0        | .250  | .250     | .500     | .750  |
| 2016     | WSH      | 16    | 34    | 28    | 6     | 9     | 2        | 0        | 2        | 17    | 4     | 0     | 0        | 0     | 0     | 5     | 0     | 1     | 3     | 0        | .321  | .441     | .607     | 1.048 |
| 2017     | WSH      | 17    | 31    | 29    | 0     | 5     | 1        | 0        | 0        | 6     | 3     | 0     | 0        | 0     | 0     | 2     | 1     | 0     | 10    | 0        | .172  | .226     | .207     | .433  |
| 2018     | WSH      | 70    | 213   | 190   | 14    | 32    | 9        | 0        | 2        | 47    | 15    | 1     | 0        | 0     | 1     | 18    | 4     | 4     | 47    | 3        | .168  | .254     | .247     | .501  |
| 2019     | BAL      | 96    | 341   | 305   | 37    | 76    | 13       | 0        | 13       | 128   | 44    | 3     | 1        | 1     | 2     | 29    | 0     | 4     | 73    | 5        | .249  | .321     | .420     | .740  |
| 2020     | BAL      | 48    | 178   | 160   | 17    | 40    | 5        | 1        | 5        | 62    | 21    | 1     | 0        | 1     | 0     | 16    | 0     | 1     | 40    | 3        | .250  | .322     | .388     | .710  |
| 2021     | BAL      | 113   | 419   | 379   | 32    | 94    | 18       | 0        | 11       | 145   | 46    | 0     | 0        | 0     | 5     | 34    | 1     | 1     | 109   | 9        | .248  | .308     | .383     | .690  |
| 2022     | MIL      | 8     | 21    | 18    | 0     | 4     | 2        | 0        | 0        | 6     | 1     | 0     | 0        | 0     | 0     | 3     | 0     | 0     | 7     | 0        | .222  | .333     | .333     | .666  |
| MLB：8年 | MLB：8年 | 370   | 1241  | 1113  | 107   | 261   | 51       | 1        | 33       | 413   | 134   | 5     | 1        | 2     | 8     | 107   | 6     | 11    | 290   | 20       | .235  | .306     | .371     | .677  |

- 2022年度シーズン終了時

### 年度別守備成績
| 年 度 | 球 団 | 捕手（C） | 捕手（C） | 捕手（C） | 捕手（C） | 捕手（C） | 捕手（C） | 捕手（C） | 捕手（C） | 捕手（C） | 捕手（C） | 捕手（C） |
| 年 度 | 球 団 | 試 合     | 刺 殺     | 補 殺     | 失 策     | 併 殺     | 守 備 率  | 捕 逸     | 企 図 数  | 許 盗 塁  | 盗 塁 刺  | 阻 止 率  |
| ----- | ----- | --------- | --------- | --------- | --------- | --------- | --------- | --------- | --------- | --------- | --------- | --------- |
| 2015  | WSH   | 2         | 7         | 1         | 0         | 0         | 1.000     | 0         | 0         | 0         | 0         | ----      |
| 2016  | WSH   | 15        | 84        | 7         | 1         | 0         | .989      | 1         | 7         | 4         | 3         | .429      |
| 2017  | WSH   | 10        | 65        | 4         | 1         | 1         | .986      | 1         | 5         | 3         | 2         | .400      |
| 2018  | WSH   | 67        | 534       | 31        | 0         | 3         | 1.000     | 4         | 44        | 29        | 15        | .341      |
| 2019  | BAL   | 89        | 655       | 29        | 8         | 5         | .988      | 10        | 55        | 42        | 13        | .236      |
| 2020  | BAL   | 35        | 272       | 11        | 4         | 1         | .986      | 5         | 13        | 9         | 4         | .308      |
| 2021  | BAL   | 109       | 797       | 31        | 4         | 2         | .995      | 10        | 40        | 31        | 9         | .225      |
| MLB   | MLB   | 327       | 2414      | 114       | 18        | 12        | .993      | 31        | 164       | 118       | 46        | .281      |

- 2021年度シーズン終了時

### 背番号
- 23（2015年）
- 29（2016年 - 2018年）
- 28（2019年 - 2022年）